# Johann Wedl
Johann Wedl (* 28. September 1928 in Trumau; † 15. Juli 2009 ebenda) war ein österreichischer Politiker (SPÖ) und Justizbeamter. Wedl war von 1970 bis 1987 Abgeordneter zum Landtag von Niederösterreich.
Wedl besuchte die Volks-, Haupt- und Handelsschule und trat 1944 in den Dienst der Justiz. Er war ab 1955 Gemeinderat in Trumau, übernahm 1960 die Funktion des Vizebürgermeisters und hatte von 1965 bis 1987 das Amt des Bürgermeisters inne. Zudem vertrat er die SPÖ vom 9. Juli 1970 bis zum 30. November 1987 im Niederösterreichischen Landtag. 